# SDMM
Sub Dub Micromachine (auch SDMM) ist eine deutsche Metal-Band aus Berlin.

## Geschichte
Die Band entstand 1997 aus „Halmakenreuther“, nachdem der Sänger die Band verlassen hatte; seit 2000 spielen die verbliebenen Mitglieder Kirk de Burgh (ehemals Knorkator), H-Beta (ehemals B. Crown) und Marcello Goldhofer (ehemals Die Skeptiker) unter dem Namen „Sub Dub Micromachine“. 2002 veröffentlichte Sub Dub Micromachine das Debütalbum Rabautz! bei tubareckorz. Bekannt wurde die Musik durch Streams der Internet-Radios ChroniX Aggression und Pure-Metal. 2008 erschien das zweite Album Auferstanden! bei Black Cookie.

## Auftreten
Die Bühnen-Show wird durch ein markantes „CyberWarrior“-Auftreten der Musiker geprägt: Kleidung aus schwarzen Protektoren, Masken, Laser, untermalt von postapokalyptischem Filmmaterial. Bei Auftritten wird die Band inzwischen durch den Gitarristen Toni Ka von Declamatory unterstützt.

## Diskografie
Alben
- 2002: Rabautz!
- 2008: Auferstanden!
- 2016: Settle For Force!